# Phạm Cao Cường
Phạm Cao Cường (sinh ngày 30 tháng 5 năm 1996) là một vận động viên cầu lông người Việt Nam. Anh được sinh ra một gia đình có 2 anh, Cao Hiếu và Cao Thắng, là 2 cựu vận động viên cầu lông của đội tuyển quốc gia. Cường bộc lộ tài năng của mình khi còn rất trẻ (ở tuổi 16), anh lọt vào top 8 ở giải cầu lông Vô Địch Quốc Gia ở thể thức đơn nam. Gia đình và sở thể dục thể thao Thành phố Hồ Chí Minh quyết định cho anh đi tập huấn ở Indonesia cùng huấn luyện viên Asep Suharno. Năm 2013, anh đứng thứ hai ở giải U-19 Korea Junior Open. Ngoài ra, Cường còn tranh tài ở giải 2014 Summer Youth Olympics và ở Asian Games. Anh lần đầu tiên trong sự nghiệp đạt chức vô địch ở giải Iran Fajr International 2018 với vệc đánh bại người đàn anh Nguyễn Tiến Minh trong trận chung kết.
| Năm  | Giải đấu                | Đối thủ          | Điểm                      | Kết Quả      |
| ---- | ----------------------- | ---------------- | ------------------------- | ------------ |
| 2018 | Iran Fajr International | Nguyễn Tiến Minh | 15-14, 13-11, 11-13, 11-7 | 01 ! Vô địch |

     BWF International Challenge tournament
     BWF International Series tournament
     BWF Future Series tournament